# Microsoft Intune
Microsoft Intune (abans Windows Intune) és una solució de gestió de dispositius mòbils i gestió de sistemes operatius basada al núvol de Microsoft. El seu objectiu és proporcionar la gestió de punts finals unificats tant de dispositius corporatius com de dispositius BYOD de manera que protegeixi les dades corporatives. Intune amplia algunes de les funcions "locals" de Microsoft System Center Configuration Manager al núvol de Windows Azure.

## Distribució
No cal una infraestructura local per als clients per utilitzar Intune i la gestió es realitza mitjançant un portal basat en web. La distribució es realitza mitjançant un sistema de subscripció amb un cost mensual fix per usuari. Està inclòs a la suite Microsoft Enterprise Mobility + Security (EMS) i al Microsoft Office 365 Enterprise E5.

## Funció
Intune admet Windows XP Professional amb Service Pack 3, Windows Vista o Windows 7 Professional, Enterprise o Ultimate, i Windows 8 Professional o Windows 8 Enterprise. L'administració es fa a través d'un navegador web. La consola d'administració basada en Microsoft Silverlight v3.0 permet a Intune invocar tasques remotes, com ara exploracions de malware. Cal un navegador compatible amb Silverlight 3.0. A més, l'administrador ha de tenir un Windows Live ID. Des de la versió 2.0, es permet la instal·lació de paquets de programari en format .exe, .msi i .msp. Les instal·lacions es xifren i es comprimeixen al Microsoft Azure Storage. La instal·lació del programari pot començar just a l'entrar al sistema. Pot enregistrar i administrar llicències de volum, de venda al detall i OEM i llicències que són administrades per tercers. També es controlen les actualitzacions a les versions més recents del programari Intune.
La informació sobre l'inventari es registra automàticament. Les computadores gestionades es poden agrupar quan es produeixen problemes. Intune notifica al personal de suport, a més d'informar un distribuïdor extern per correu electrònic.
La versió beta 2.0 requereix 2 GB de memòria addicionals.

## Recepció
Der Standard va elogiar l'aplicació, afirmant que "el servei de núvol Intune promet ser una simple eina de gestió de PC a través de la consola web. La interfície proporciona una visió general ràpida del sistema de l'empresa estatal. " German PC World va avaluar positivament la "usabilitat" dient que "mantenia la interfície senzilla". Business Computing World va criticar el programa dient: "Tot i que Windows Intune va treballar bé en les nostres proves i va fer tot el que s'esperava d'ell, no ens va semblar fàcil d'aconseguir", culpant la intuïtiva interfície de gestió "senzillament simple". ITespresso l'ha qualificat de "bo", afegint algunes crítiques. 

## Cronologia
- El juliol de 2011 es va presentar al CeBIT - Intune.[1]
- 8 d'octubre de 2014: Microsoft va anunciar els plans per ampliar el servei a altres plataformes i canviar-li el nom a Microsoft Intune.[14]